# 大滿貫炸彈
大滿貫炸彈（Grand Slam）為被英國皇家空軍於二次世界大戰期間針對戰略性目標所使用，總重達10,000公斤（22,000磅）的穿地炸弹。被官方正式列名為 Bomb, Medium Capacity, 22,000 lb 的大滿貫炸彈，是其前輩高腳櫃炸彈的放大版，並且比較接近巴恩斯·沃利斯最初在構思其穿地炸彈時的原始尺寸。它還有個叫做「十噸黛絲」的諢名。

## 發展過程
當高腳櫃炸彈的成功被證明後，Wallis 設計了另一項更具威力的武器...這個22,000磅的炸彈是在1945年的春天問世的，而我們用它有效攻擊通往魯爾的高架橋和鐵路等目標，同時也用在幾個U艇的船塢上。而在需要的時候，這個炸彈也會被用來攻擊地下工廠。在戰爭結束時，我們對攻擊這些目標所作的準備已是相當充份。
 — 亚瑟·哈里斯爵士 (1947). 
1943年7月18日，開始研製一種大號的高腳櫃炸彈，最終成為了大滿貫炸彈。就如同高腳櫃炸彈一般，大滿貫炸彈的尾鰭會產生用以穩定的旋轉 。其彈殼比起一般常規炸彈也來得厚，因而可以承受更深的貫穿深度。此彈在灌入融化的鋁末混合炸藥後還需一個月的時間讓炸藥冷卻和凝固。並且由於其低產量以及隨之而來的高單價，空軍被告知在作戰行動終止時，必須攜回未使用的這兩種炸彈，而不是像其他炸彈一般棄置在海中。

## 参阅书目
- AAA anonymous. . Australian Armourers Association. 2004  [6 April 2017]. （原始内容存档于2009-09-18）.
- RAF staff. . 6 April 2005  [6 April 2017]. （原始内容存档于2007-07-06）.
- . Flight. 30 May 1946, XLIX (1953): 537–541  [6 April 2017]. （原始内容存档于2019-04-03）.
- Flower, Stephen. . Researched from the original records and interviews with those involved with the development and use of the bombs. Stroud: Tempus. 2004. ISBN 0-7524-2987-6.
- Grube, Christel. . Interessengemeinschaft für historische Militär-, Industrie- und Verkehrsbauten. 28 February 2006  [6 April 2017] （德语）.[]
- Harris, Sir Arthur. . Barnsley: Pen & Sword Military Classics. 2005: 252 [1947]. ISBN 1-84415-210-3.
- Kharin, D. A.; Kuzmina, I. V.; Danilova, T. I. . Foreign Technology Division, Wright-Patterson AFB, Ohio. 22 September 1972  [6 April 2017]. （原始内容存档于2009-02-21）.
- Lake, Jon. . Osprey. 2002: 62. ISBN 1-84176-433-7.
- RAF staff. . Bomber Command 60th Anniversary. 6 April 2005  [6 April 2017]. （原始内容存档于2007-07-06）. March and April
- RAF staff. . 6 April 2005  [6 April 2017]. （原始内容存档于2007-07-06）.
- Truman, Harry S. (then U.S. President). . atomicarchive.com. 2008 [1945]  [6 April 2017]. （原始内容存档于2019-03-20）.